# Liste der Naturdenkmale in Finsterwalde
Die Liste der Naturdenkmale in Finsterwalde enthält alle Bäume, welche als Naturdenkmal in  der Stadt Finsterwalde im Landkreis Elbe-Elster durch Rechtsverordnung geschützt sind. Naturdenkmäler sind Einzelschöpfungen der Natur, deren Erhaltung wegen ihrer hervorragenden Schönheit, Seltenheit oder Eigenart oder ihrer ökologischen, wissenschaftlichen, geschichtlichen, volks- oder heimatkundlichen Bedeutung im öffentlichen Interesse liegt. Grundlage ist die Veröffentlichung des Landkreises Elbe-Elster.

## Legende
In den Spalten befinden sich folgende Informationen:
- Nr.: Identifizierungsnummer nach veröffentlichter Liste. Sie wird von der unteren Naturschutzbehörde des Landkreises oder der kreisfreien Stadt vergeben. Wenn sie bekannt ist, wird sie angegeben. In dieser Spalte kann sich zusätzlich das Wort Wikidata befinden, der entsprechende Link führt zu Angaben zu diesem Naturdenkmal bei Wikidata.
- Bezeichnung: Benennung des Naturdenkmals, in der Regel wird bei Bäume die Baumart genannt. Bekannte Eigennamen werden mit angegeben.
- Gemarkung: Ort oder Gemarkung, in der sich das Naturdenkmal befindet
- Lage: Nennt die Lage des Naturdenkmals im jeweiligen Ortsteil und die geografischen Koordinaten des Naturdenkmals. Link zu einem Kartenansichtstool, um Koordinaten zu setzen. In der Kartenansicht sind Naturdenkmale ohne Koordinaten mit einem roten beziehungsweise orangen Marker dargestellt und können in der Karte gesetzt werden. Denkmale ohne Bild sind mit einem blauen bzw. roten Marker gekennzeichnet, Denkmale mit Bild mit einem grünen beziehungsweise orangen Marker.
- Beschreibung: die Beschreibung des Naturdenkmales
- Schutzzweck: Erläutert den Grund der Unterschutzstellung
- Bild: Zeigt ein Bild des Naturdenkmales und gegebenenfalls ein Link zu weiteren Fotos im Medienarchiv Wikimedia Commons

## Liste
| Bild                                    | Bezeichnung           | Lage | Beschreibung | Schutzzweck                                                    | Nummer |
| --------------------------------------- | --------------------- | --- | ------------ | -------------------------------------------------------------- | ------ |
| Direkt Bild zu diesem Denkmal hochladen | Winterlinde           | Finsterwalde, Finsterwalde, Dresdener Straße; Flur 22, Flurstück 155 (Abschnitt zwischen Helenenstraße und Grenzstraße) ()                |              | wissenschaftlich, naturgeschichtlich, landeskundlich, Eigenart | 86     |
| Direkt Bild zu diesem Denkmal hochladen | Eibe                  | Finsterwalde, Nehesdorf, Friedhof am Eingang; Flur 30, Flurstück 16, Kantstraße ()                                                        |              | Seltenheit, Eigenart                                           | 88     |
| BW                                      | Rotbuche              | Finsterwalde, Finsterwalde, Schlosspark; Flur 16, Flurstück 635 (51° 37′ 38,8″ N, 13° 42′ 35,9″ O)                                        |              | Seltenheit, Eigenart, Schönheit                                | 172    |
| BW                                      | Stieleiche            | Finsterwalde, Finsterwalde, Straße der Jugend; Flur 9, Flurstück 216/5, 217/2 (51° 37′ 53,8″ N, 13° 42′ 20,7″ O)                          |              | Eigenart, Schönheit                                            | 173    |
| BW                                      | drei Stieleichen      | Finsterwalde, Finsterwalde, Stadtpark; Flur 9, Flurstück 425 (51° 37′ 56,2″ N, 13° 42′ 26,5″ O)                                           |              | Eigenart, Schönheit                                            | 174    |
| BW                                      | Magnolie              | Finsterwalde, Finsterwalde, Leipziger Straße Ecke Naundorfer Straße; Flur 14, Flurstück 187 (51° 37′ 44,8″ N, 13° 42′ 22,2″ O)            |              | Seltenheit, Eigenart, Schönheit                                | 175    |
| Direkt Bild zu diesem Denkmal hochladen | Hainbuche             | Finsterwalde, Finsterwalde, Geschwister-Scholl-Straße 2; Flur 16, Flurstück 178 ()                                                        |              | Seltenheit, Eigenart, Schönheit                                | 186    |
| Direkt Bild zu diesem Denkmal hochladen | zwei Pyramiden-Eichen | Finsterwalde, Finsterwalde, Thierackscher Garten; Flur 16, Flurstück 194 (zwischen Geschwister-Scholl-Straße und Langer Damm) ()          |              | Seltenheit, Eigenart, Schönheit                                | 187    |
| Direkt Bild zu diesem Denkmal hochladen | Tulpenbaum            | Finsterwalde, Finsterwalde, Thierackscher Garten; Flur 16, Flurstück 194 (zwischen Geschwister-Scholl-Straße und Langer Damm) ()          |              | Seltenheit, Eigenart, Schönheit                                | 188    |
| Direkt Bild zu diesem Denkmal hochladen | Rotbuche              | Finsterwalde, Finsterwalde, Thierackscher Garten; Flur 16, Flurstück 193/4 (zwischen Geschwister-Scholl-Straße und Langer Damm) ()        |              | Seltenheit, Eigenart, Schönheit                                | 189    |
| Direkt Bild zu diesem Denkmal hochladen | Linde                 | Finsterwalde, Finsterwalde, Thierackscher Garten; Flur 16, Flurstück 193/4 (zwischen Geschwister-Scholl-Straße und Langer Damm) ()        |              | Eigenart, Schönheit                                            | 215    |
| Direkt Bild zu diesem Denkmal hochladen | Sumpfzypresse         | Finsterwalde, Finsterwalde, Langer Damm 10; Flur 16, Flurstück 627 ()                                                                     |              | Seltenheit, Eigenart, Schönheit                                | 241    |
| BW                                      | Rotbuche              | Finsterwalde, Finsterwalde, Langer Damm; Flur 16, Flurstück 477 (51° 37′ 36,2″ N, 13° 42′ 58,6″ O)                                        |              | Seltenheit, Eigenart, Schönheit                                | 242    |
| BW                                      | Stieleiche            | Finsterwalde, Finsterwalde, Langer Damm 20 (ehemals Nr. 40); Flur 16, Flurstück 166 (51° 37′ 34,1″ N, 13° 42′ 56,6″ O)                    |              | Eigenart, Schönheit                                            | 248    |
| Direkt Bild zu diesem Denkmal hochladen | Stieleiche            | Finsterwalde, Finsterwalde, Langer Damm 20 (ehemals Nr. 40); Flur 16, Flurstück 166 ()                                                    |              | Eigenart, Schönheit                                            | 249    |
| BW                                      | Stieleiche            | Finsterwalde, Finsterwalde, Langer Damm 20, ehemalige Grundschule; Flur 16, Flurstück 486 (51° 37′ 33,9″ N, 13° 42′ 55,1″ O)              |              | Eigenart, Schönheit                                            | 250    |
| Direkt Bild zu diesem Denkmal hochladen | Ulme                  | Finsterwalde, Finsterwalde, Holsteiner Straße; vor Kindergarten, Flur 19, Flurstück 988 ()                                                |              | Seltenheit, Eigenart, Schönheit                                | 251    |
| BW                                      | Stieleiche            | Finsterwalde, Finsterwalde, Holsteiner Straße, Kindergarten; Flur 19, Flurstück 989 (51° 37′ 31,4″ N, 13° 42′ 50,5″ O)                    |              | Eigenart, Schönheit                                            | 252    |
| BW                                      | zwei Linden           | Finsterwalde, Nehesdorf, Pestalozzistraße 36, Kita; Flur 30, Flurstück 350 (neben Friedhof Kantstraße) (51° 36′ 41,3″ N, 13° 42′ 51,2″ O) |              | Eigenart, Schönheit                                            | 253    |
| BW                                      | Stieleiche            | Sorno, Sorno, Finsterwalder Straße; Flur 3, Flurstück 124/2 (51° 34′ 15,5″ N, 13° 40′ 44,7″ O)                                            |              | naturgeschichtlich, Eigenart, Schönheit                        | 254    |
| BW                                      | Stieleiche            | Finsterwalde, Pechhütte, gegenüber Bushaltestelle; Flur 48, Flurstück 454 (51° 35′ 12,2″ N, 13° 42′ 11,3″ O)                              |              | naturgeschichtlich, Eigenart, Schönheit                        | 255    |
| BW                                      | Linde                 | Finsterwalde, Pechhütte, rechts neben der Gaststätte; Flur 48, Flurstück 447 und 27 (51° 35′ 6″ N, 13° 42′ 8,7″ O)                        |              | Eigenart, Schönheit                                            | 256    |
| Direkt Bild zu diesem Denkmal hochladen | Hängebuche            | Finsterwalde, Finsterwalde, Geschwister-Scholl-Straße 2; Flur 16, Flurstück 178 ()                                                        |              | Seltenheit, Eigenart, Schönheit                                | 257    |